# PerlMonks
PerlMonks（中文翻译：Perl修道士）是一个讨论Perl编程的网络社区，里面也涵盖一些与Perl相关的话题，如网络编程和系统管理等。该网站通常被用户戏称为“僧院”。 PerlMonks这个名字和整个网站的风气，都幽默地反映出程序员对自己喜爱的编程语言有着一种近乎宗教般的热爱。网站的用户被称作“修道士”（monk）。

## 特色
通常，访问量最大的节点是Seekers of Perl Wisdom（页面存档备份，存于）（寻求Perl智慧的人），在这里有各种经验层次的用户提出与Perl编程相关的问题。有些是菜鸟试图理解Perl编程基础知识的问题，有些是有经验的Perl程序员寻求提升算法效率方法的问题。在网站的Obfuscation（页面存档备份，存于）（混淆）节点有很多“修道士”发表的混淆代码，其中也有大量的JAPH作品。在Poetry（页面存档备份，存于）（诗歌）节点有“修道士”发表的Perl诗歌。

## PerlMonks的软件
运行PerlMonks的软件是一个高度定制的Everything引擎的早期版本。这个软件也被用在Slashdot等站点上。